# Lema de la serpiente
El lema de serpiente es una herramienta utilizada en matemáticas, particularmente en álgebra homológica, para construir secuencias exactas largas. El lema de serpiente es válido en todas las categorías abelianas y es una herramienta crucial en el álgebra homológica y sus aplicaciones, por ejemplo en la topología algebraica. Los homomorfismos construidos con su ayuda son generalmente llamados  homomorfismos conectores.

## Enunciado
En una categoría abeliana (como la categoría de los grupos abelianos o la categoría de los espacios vectoriales sobre un cuerpo dado), se considera un diagrama conmutativo:
donde las filas son secuencias exactas  y 0 es el objeto cero.
Entonces hay una secuencia exacta relacionando los núcleos y conúcleos de a, b, y c:
{\displaystyle \ker a~{\color {Gray}\longrightarrow }~\ker b~{\color {Gray}\longrightarrow }~\ker c~{\overset {d}{\longrightarrow }}~\operatorname {coker} a~{\color {Gray}\longrightarrow }~\operatorname {coker} b~{\color {Gray}\longrightarrow }~\operatorname {coker} c}
donde d es un homomorfismo, conocido como el homomorfismo conector.
Además, si el morfismo f es un monomorfismo, entonces también lo es el morfismo, ker a → ker b; y si g' es un epimorfismo, entonces también lo es coker b → coker c.

## Explicación del nombre
Para ver de dónde toma su nombre el lema de la serpiente, basta expandir el diagrama anterior como sigue:
Y entonces darse cuenta de que la secuencia exacta que surge como conclusión del lema puede ser dibujada en este esquema expandido en la forma de "S" invertida de una serpiente.

## En la cultura popular
- La demostración del lema de la serpiente es enseñada por el personaje de Jill Clayburgh al principio de la película de 1980 Ahora me toca a mí.